# مجموعة علم تطور سلالات كاسيات البذور

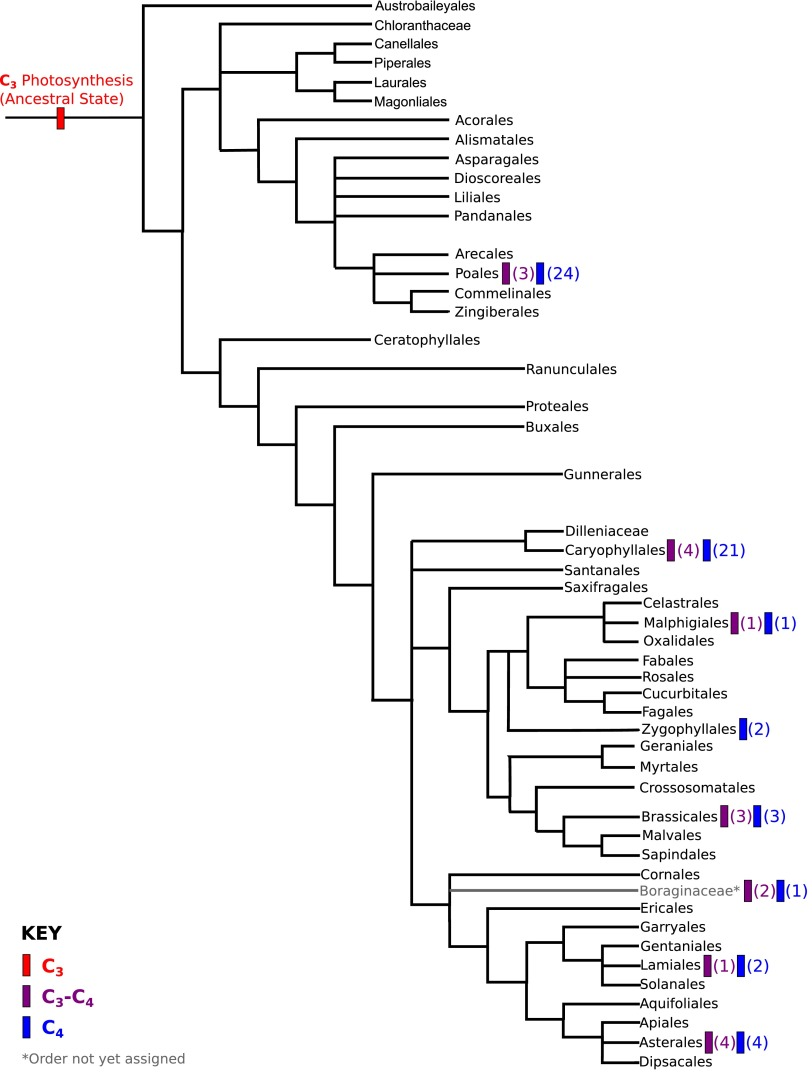
تطور كاسيات البذور وفقًا لمجموعة سلالات كاسيات البذور (2013)

مجموعة علم تطور سلالات كاسيات البذور (اختصاراً م.تس.كب) (بالإنجليزية: Angiosperm Phylogeny Group أو APG)‏ هي مجموعة دولية غير رسمية من علماء النبات المنتظمين الذين يتعاونون للتوصل إلى إجماع حول تصنيف النباتات المزهرة (كاسيات البذور) الذي يعكس المعرفة الجديدة حول العلاقات النباتية المكتشفة من خلال دراسات علم الوراثة العرقي.
اعتبارًا من عام 2016، نتجت أربعة إصدارات تدريجية من نظام التصنيف عن هذا التعاون، الذي نُشر في أعوام 1998 و 2003 و 2009 و 2016. وكان الدافع المهم للمجموعة هو ما اعتبروه أوجه قصور في تصنيفات كاسيات البذور السابقة لأنها لم تكن مبنية على مجموعات أحادية النمط الخلوي (أي المجموعات التي تضم جميع أحفاد سلف مشترك).
أصبحت منشورات م.تس.كب ذات تأثير متزايد، حيث قام عدد من المعشبات الرئيسية بتغيير ترتيب مجموعاتهم لتتناسب مع أحدث نظام م.تس.كب.

## تصنيف كاسيات البذور وم.تس.كب
يقدم التصنيف وجهة نظر في نقطة زمنية معينة، بناءً على حالة بحث معينة. يواصل الباحثون المستقلون، بمن فيهم أعضاء APG، نشر وجهات نظرهم الخاصة حول مجالات تصنيف كاسيات البذور. تتغير التصنيفات، ولكن هذا غير مريح للمستخدمين. ومع ذلك، يُنظر إلى منشورات م.تس.كب بشكل متزايد على أنها نقطة مرجعية موثوقة وفيما يلي بعض الأمثلة على تأثير نظام م.تس.كب:
- يقوم عدد كبير من المعشبات الرئيسية، بما في ذلك حدائق النباتات الملكية (كيو)، بتغيير ترتيب مجموعاتهم وفقًا لـ م.تس.كب.[3]
- يتم تحديث قائمة مراجعة عالمية لفصائل نباتية مختارة المؤثرة (أيضًا من كيو) إلى نظام م.تس.كب 3.[4]
- في الولايات المتحدة في عام 2006، تم تنظيم مسح فوتوغرافي لنباتات الولايات المتحدة الأمريكية وكندا وفقًا لنظام م.تس.كب 2. [5]
- في المملكة المتحدة، يعتمد إصدار 2010 من النباتات القياسية للجزر البريطانية (بواسطة Stace) على نظام م.تس.كب 3. كانت الطبعات السابقة مبنية على نظام كرونكويست.[6]

## مبادئ نظام م.تس.كب
تم تحديد مبادئ نهج م.تس.كب في التصنيف في الورقة الأولى لعام 1998 وظلت دون تغيير في التنقيحات اللاحقة. باختصار، هذه هي:
- يجب الاحتفاظ بنظام لينيوس لرتب والفصائل. «الفصيلة مركزية في نظاميات النباتات المزهرة.» يعتبر التصنيف التراتبي المقترح للفصائل المبني على الرتب على أنه «أداة مرجعية ذات فائدة واسعة». تعتبر الرتب ذات قيمة خاصة في التدريس ودراسة العلاقات بين الفصائل.
- يجب أن تكون المجموعات أحادية النمط (أي أن تكون جميع أفرادها ذات سلف مشترك). السبب الرئيسي لرفض الأنظمة الحالية هو عدم امتلاكها لهذه الخاصية، فهي ليست متوافقة مع علم الوراثة العرقي.
- يتم اتباع نهج واسع لتحديد حدود المجموعات مثل الرتب والفصائل. وبالتالي بالنسبة للرتب، يُقال إن عددًا محدودًا من الرتب الأكبر سيكون أكثر فائدة. يتم تجنب الفصائل التي تحتوي على جنس واحد فقط والرتب التي تحتوي على فصيلة واحدة فقط عندما يكون ذلك ممكنًا دون انتهاك متطلبات أحادية النمط.
- في حالة المراتب التصنيفية عند مستوى فوق أو بالتوازي مع مستوى الرتب والفصائل، يتم استخدام مصطلح الفروع Clades بحرية أكبر. (أُعطيت بعض الفروع لاحقًا أسماء رسمية في ورقة مرتبطة بمراجعة 2009 لنظام م.تس.كب. [8]) يقول المؤلفون أنه «من غير الممكن، وليس من المرغوب به» أن تتم تسمية كل الفروع في شجرة النشوء والتطور؛ ومع ذلك، يحتاج النظاميون إلى الاتفاق على أسماء بعض المجموعات، ولا سيما الرتب والفصائل، لتسهيل الاتصال والمناقشة.

للحصول على مناقشة مفصلة حول التسميات التطورية، انظر Cantino et al. (2007). )